# 豪伊托什·拜尔陶隆
豪伊托什·拜尔陶隆（匈牙利語：Hajtós Bertalan，1965年9月28日—），匈牙利男子柔道运动员。他曾代表匈牙利参加1988年、1992年和1996年夏季奥林匹克运动会柔道比赛，获得一枚银牌。